# Trigonogenius fallax
Trigonogenius fallax là một loài bọ cánh cứng trong họ Ptinidae. Loài này được Hagedorn miêu tả khoa học năm 1912.